# Ophiomitrella americana
Ophiomitrella americana is een slangster uit de familie Ophiacanthidae.
De wetenschappelijke naam van de soort werd in 1914 gepubliceerd door René Koehler.